# Kurt Burger
Kurt Burger (* 3. August 1927 in Bausnitz im Riesengebirge; † 5. Oktober 2008) war ein deutscher Bergbaufachmann und Geologe (Kohlen-Petrologie).
Burger ging in Schatzlar zur Schule und absolvierte in den dortigen Steinkohlebergwerken eine Ausbildung als Bergvermessungstechniker. Im Zweiten Weltkrieg war er kurz Soldat, in Kriegsgefangenschaft und kam als Vertriebener ins Ruhrgebiet, wo er in der Zeche Consolidation der Mannesmannröhrenwerke in Gelsenkirchen-Schalke als Geologe 1947 eine Bestandsaufnahme der Lager durchführte. 1949 bis 1952 studierte er an der Bergschule in Bochum mit dem Abschluss als Diplomingenieur und Vermessungssteiger. Bei der Eingliederung in die Ruhrkohle AG wurde er 1969 Vermessungsobersteiger und Leiter der Geologie. 1987 ging er in den Ruhestand.
Von ihm stammen rund 140 Veröffentlichungen. Bekannt wurde er durch Aufklärung der Stratigraphie der konkordant zu den Kohleflözen gelagerten Tonsteinen im Ruhrrevier, wobei insbesondere vulkanische Mineraleinschlüsse Datierungen und stratigraphische Parallelisierungen erlaubten.
1978 erhielt er die Ehrendoktorwürde der Fakultät für Geowissenschaften der Ruhr-Universität Bochum und 2002 wurde ihm für seine Verdienste um die Erforschung der Kaolin-Kohlenstonsteine von der Deutschen Geologischen Gesellschaft auf ihrer Jahrestagung in Würzburg der Rolf und Marlies-Teichmüller-Preis verliehen. Von Burger stammen auch weltweite Verbreitungskarten von Tonsteinen des Devons bis Tertiärs.
Bis zu seinem Tod engagierte er sich ehrenamtlich für das im Essener Stadtteil Heisingen befindliche Bergbau- und Heimatmuseum im Paulushof.